# Lapa (Salinas)
Lapa es un barrio ubicado en el municipio de Salinas en el estado libre asociado de Puerto Rico. En el Censo de 2010 tenía una población de 9.419 habitantes y una densidad poblacional de 146,87 personas por km².

## Geografía
Lapa se encuentra ubicado en las coordenadas 18°2′30″N 66°15′21″O / 18.04167, -66.25583. Según la Oficina del Censo de los Estados Unidos, Lapa tiene una superficie total de 64.13 km², de la cual 64.1 km² corresponden a tierra firme y (0.04%) 0.03 km² es agua.

## Demografía
Según el censo de 2010, había 9.419 personas residiendo en Lapa. La densidad de población era de 146,87 hab./km². De los 9.419 habitantes, Lapa estaba compuesto por el 68.29% blancos, el 13.41% eran afroamericanos, el 0.5% eran amerindios, el 0.03% eran asiáticos, el 0.02% eran isleños del Pacífico, el 11.77% eran de otras razas y el 5.98% pertenecían a dos o más razas. Del total de la población el 99.52% eran hispanos o latinos de cualquier raza.